# Gerichtsbezirk (Belgien)

Die 12 Gerichtsbezirke Belgiens

Belgien ist in zwölf Gerichtsbezirke aufgeteilt
- Der Gerichtsbezirk Brüssel umfasst das Gebiet der Hauptstadtregion Brüssel und des Bezirks Halle-Vilvoorde in der Provinz Flämisch-Brabant.
- Der Gerichtsbezirk Löwen (Leuven) umfasst die andere Hälfte der Provinz Flämisch-Brabant, den Bezirk Löwen.
- Der Gerichtsbezirk Lüttich (Liège) umfasst den französischsprachigen Teil der Provinz Lüttich.
- Der Gerichtsbezirk Eupen umfasst den deutschsprachigen Teil der Provinz Lüttich, mithin das Gebiet der deutschsprachigen Gemeinschaft.
- Die übrigen acht Gerichtsbezirke sind jeweils mit dem Gebiet der übrigen acht Provinzen identisch und haben auch dieselben Bezeichnungen.

Rechtsgrundlage für die Einteilung ist Art. 4 des Anhangs zum Gerichtsgesetzbuch von 1967.